# Гюрбюз, Аслыхан
Аслыха́н Гюрбю́з (тур. Aslıhan Gürbüz; р. 16 февраля 1983 года, Чанаккале) — турецкая актриса театра и кино.

## Биография
Аслыхан Гюрбюз — известная турецкая актриса, родилась в городе Чанаккале, днём рождения Аслыхан считается 16 февраля 1983 года. 
Её отец Тургут был рабочим, что предопределило переезды в Стамбул, а затем в Бурсу в поисках лучшей доли. Аслыхан окончила среднюю школу с углубленным изучением основ автоматизированного бухгалтерского учета. Тем не менее, девушка поступила в Конье в Сельджукский Университет на музыкальный факультет и завершила его с отличием. Аслыхан Гюрбюз с детства мечтала стать актрисой и любила выступать с небольшими постановками перед родными и близкими.
Новостью для новых поклонников Аслыхан стала информация о том, что актриса давно знакома с Тимуром Савджи. Именно он, в уже далеком 2009 году, предложил актрисе роль в "Если бы я стал облаком", показанном на канале D. В 2014 году исполняет главную роль в фильме "Вершины оливковых гор".
Аслыхан Гюрбюз в 2015 сыграла роль Халиме-султан в Империи Кёсем
На данный момент Аслыхан Гюрбюз снимается в известном турецком сериале "Апартаменты Невинных", где её партнёршами стали известные актрисы Эзги Мола и Мерве Диздар.

## Фильмография
| Год       |   | Русское название               | Оригинальное название  | Роль             |
| --------- | - | ------------------------------ | ---------------------- | ---------------- |
| 2004—2008 | с | Большая встреча                | Büyük Buluşma          | Седа             |
| 2008      | с | Гвоздика                       | Gonca Karanfil         | Гонжа            |
| 2009—2010 | с | Если бы я стал облаком         | Bir Bulut Olsam        | Асие Булут       |
| 2010—2012 | с | Лабиринт                       | Labirent               | Айла             |
| 2011      | с | Хорошая Джазибе                | Yahşi Cazibe           | Дзазибе Аббасова |
| 2012      | ф | Канал-организатор              | Kanal-İ-Zasyon         | Назлы            |
| 2014      | с | Оливковая вершина              | Zeytin Tepesi          | Дениз Гёкченер   |
| 2015—2016 | с | Великолепный век: Кёсем Султан | Muhteşem Yüzyıl: Kösem | Халиме Султан    |
| 2016      | ф | Разжечь тлеющие угли           | Kor                    | Эмине            |
| 2017      | с | Бодрумская Сказка              | Bodrum Masali          | Майя             |
| 2017—2018 | с | Маленькие преступления         | Ufak Tefek Cinayetler  | Мерве            |
| 2021      | с | Красная комната                | Kirmizi oda            | Кумру            |
| 2020—2022 | с | Квартира невинных              | Masumlar apartmani     | Джейлан          |